# Babīte (przystanek kolejowy)
Babīte (ros. Бабите) – przystanek kolejowy w miejscowości Babīte, w gminie Babīte, na Łotwie. Położony jest na linii Ryga (Torņakalns) - Tukums.